# Joyeux Noël 〜聖なる夜の贈りもの〜
「Joyeux Noёl 〜聖なる夜の贈りもの〜」（ジョワイユ ノエル せいなるよるのおくりもの）は、野川さくらの6枚目シングル。

## 収録曲
1. Joyeux Noёl 〜聖なる夜の贈りもの〜
  - 作詞：尾崎雪絵／作曲：影山ヒロノブ／編曲：須藤賢一
2. にゃっほ〜♪New Year〜Everybody,Let's Count Down!!〜
  - 作詞：尾崎雪絵／作曲：影山ヒロノブ／編曲：須藤賢一
3. Joyeux Noёl 〜聖なる夜の贈りもの〜（off vocal）
4. にゃっほ〜♪New Year〜Everybody,Let's Count Down!!〜（off vocal）
5. 新春 書き初めの儀（2005）＜bonus track＞
  - 作詞：さくら組／作曲：影山ヒロノブ／編曲：影山ヒロノブ・さくら組